# 1963 год в музыке

## События
- 19 января — первое появление The Beatles на телевидении в программе «Поздний вечер в Палладиуме».

## Выпущенные альбомы
- A New Orleans (Адриано Челентано)
- Surfin’ U.S.A. (The Beach Boys)
- Surfer Girl (The Beach Boys)
- Little Deuce Coupe (The Beach Boys)
- That Stubborn Kinda Fellow (Марвин Гей)
- Recorded Live on Stage (Марвин Гей)
- The Freewheelin' Bob Dylan (Боб Дилан)
- Please Please Me (The Beatles)
- With The Beatles (The Beatles)
- In Dreams (Рой Орбисон)
- Blue on Blue (Бобби Винтон)

## Лучшие песни года
- «Blowin' in the Wind» (Боб Дилан)
- «I Want to Hold Your Hand» (The Beatles)
- «Be My Baby» (The Ronettes)
- «Louie Louie» (The Kingsmen)
- «She Loves You» (The Beatles)
- «Ring of Fire» (Джонни Кэш)

## Продажи
- Самый продаваемый сингл в Великобритании — «She Loves You» (The Beatles)
- Самый продаваемый альбом в Великобритании — «With the Beatles» (The Beatles)
- Самая продаваемая пластинка в СССР — Лев Барашков «Главное, ребята, сердцем не стареть»
- Самый продаваемый сингл в США (Billboard Hot 100) — «Surfin’ U.S.A.» (The Beach Boys)
- Самый продаваемый альбом в США (Billboard 200) — звуковая дорожка к фильму «Вестсайдская история» (Леонард Бернстайн)

## Награды
- «Грэмми» за альбом года — Барбра Стрейзанд за «The Barbra Streisand Album»
- «Грэмми» за запись года — Генри Манчини за «Days of Wine and Roses»
- «Грэмми» за песню года — «Days of Wine and Roses»

## Родились

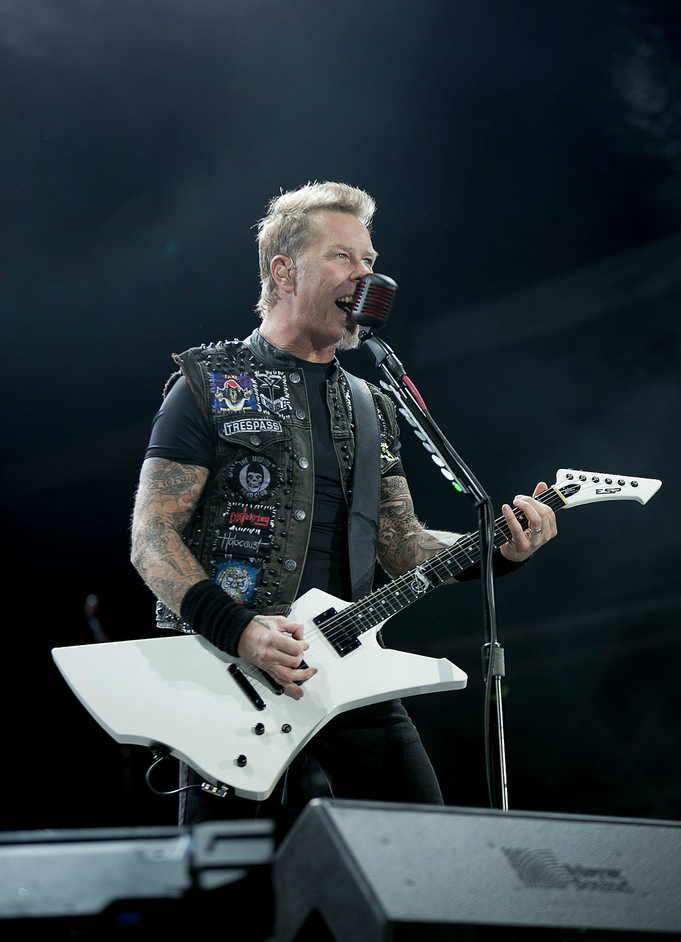
Джеймс Хетфилд

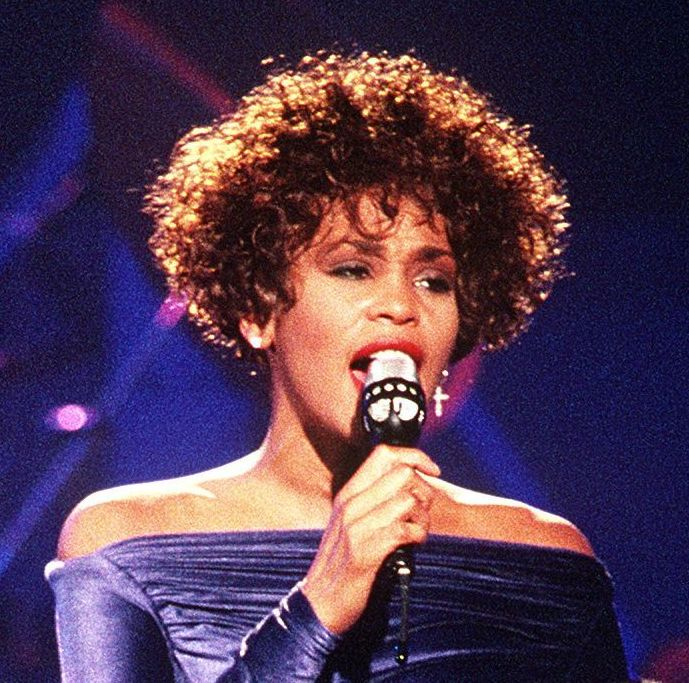
Уитни Хьюстон

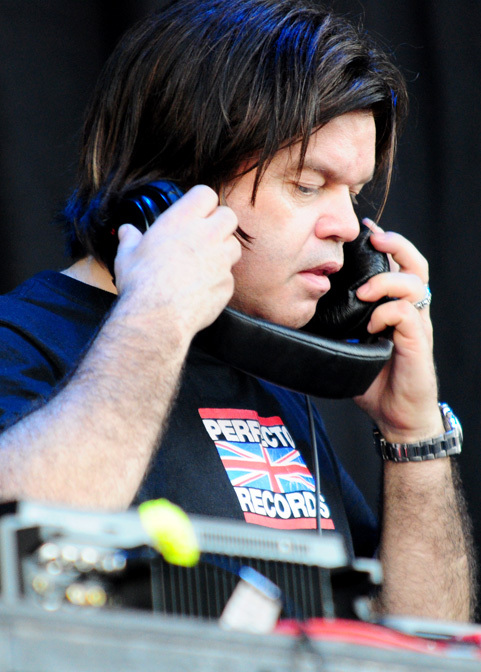
Пол Окенфолд

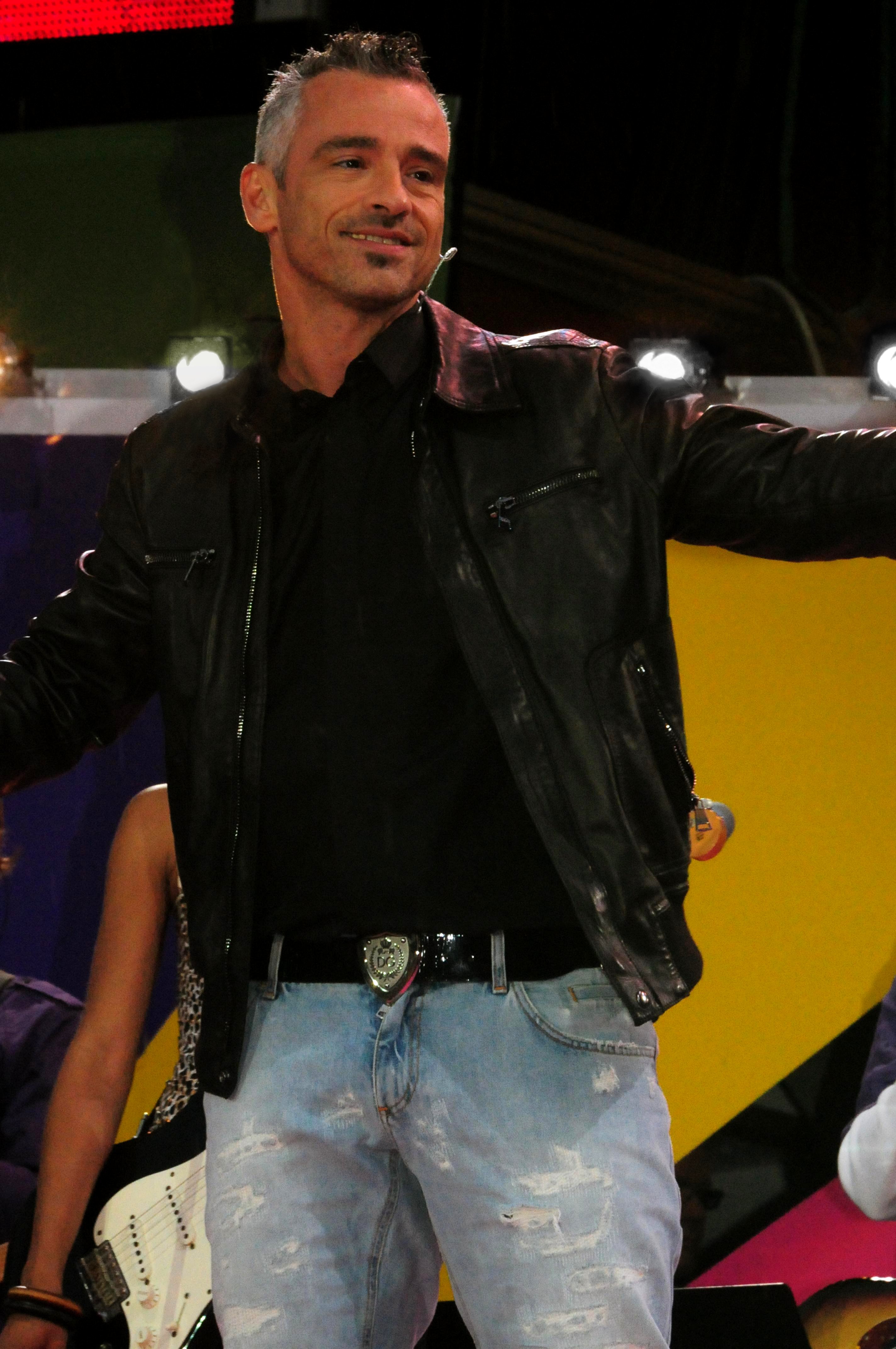
Эрос Рамаццотти

### Январь
- 4 января — Тилль Линдеманн — немецкий певец и музыкант, вокалист группы Rammstein
- 11 января — Алексей Ионов (ум. 2002) — советский и российский рок-музыкант и автор песен, бас-гитарист группы «Почта»
- 12 января — Франк Феррари (ум. 2015) — французский оперный певец (баритон)
- 15 января
  - Конрад Лант — британский музыкант, вокалист и басист группы Venom
  - Дэн Сембелло (ум. 2015) — американский композитор и автор песен
- 17 января — Кай Хансен — немецкий певец и музыкант, основатель групп Gamma Ray и Helloween
- 25 января — Марчелло Джордани (ум. 2019) — итальянский оперный певец (тенор)

### Февраль
- 9 февраля — Лоло Феррари (ум. 2000) — французская танцовщица, порноактриса, фотомодель и певица
- 19 февраля — Томас Зух — немецкий певец, музыкант и автор песен, основатель, вокалист и басист группы Sodom

### Март
- 1 марта — Томас Андерс — немецкий певец и музыкант, вокалист группы Modern Talking
- 2 марта — Евгений Дятлов — российский актёр, певец, музыкант и телеведущий
- 4 марта — Джейсон Ньюстед — американский музыкант, басист группы Metallica
- 8 марта — Армен Петросян (ум. 1999) — советский, армянский и российский мультипликатор, режиссёр и клипмейкер
- 10 марта — Джефф Амент — американский музыкант и автор песен, основатель и басист группы Pearl Jam
- 18 марта — Джефф Лабар (ум. 2021) — американский рок-музыкант, гитарист группы Cinderella
- 27 марта
  - Шуша — бразильская поп-певица и телеведущая
  - Михаил Щербаков — советский и российский поэт и автор-исполнитель

### Апрель
- 6 апреля — Эндрю Уэзеролл (ум. 2020) — британский диджей, автор песен и продюсер
- 13 апреля — Андрей Романов (ум. 2015) — советский и российский баянист и музыкальный педагог
- 30 апреля — Виктор Павлюченков (ум. 2021) — советский и российский актёр, режиссёр, сценарист, каскадёр и автор-исполнитель

### Май
- 2 мая — Лидуш Хабиб (ум. 2002) — советский и таджикский бард и журналист
- 11 мая — Константин Меладзе — советский и украинский композитор, поэт-песенник и музыкальный продюсер

### Июнь
- 12 июня — Николай Богайчук (ум. 2023) — российский музыкальный продюсер и музыкальный издатель
- 18 июня — Диззи Рид — американский музыкант, клавишник группы Guns N’ Roses
- 19 июня
  - Михаил Котляров — российский оперный певец (лирический тенор)
  - Саймон Рейнольдс — британский музыкальный критик
- 20 июня — Амир Дерак — американский музыкант, гитарист и клавишник группы Orgy
- 25 июня — Джордж Майкл (ум. 2016) — британский певец и автор песен, участник группы Wham!
- 30 июня — Ингви Мальмстин — шведско-американский гитарист-виртуоз, мультиинструменталист и композитор

### Июль
- 4 июля — Уте Лемпер — немецкая актриса, певица и танцовщица
- 13 июля — Вадим Казаченко — советский и российский эстрадный певец
- 17 июля — Ким Шаттак (ум. 2019) — американская певица и музыкант, вокалистка и гитаристка группы The Muffs
- 19 июля — Сергей Зверев — российский стилист, певец и шоумен
- 26 июля — Инга Третьякова — советская актриса и певица

### Август
- 1 августа — Кулио (ум. 2022) — американский рэпер
- 3 августа — Джеймс Хетфилд — американский музыкант и автор песен, основатель, вокалист и гитарист группы Metallica
- 4 августа — Нина Кирсо (ум. 2020) — советская и украинская певица, солистка группы «Фристайл»
- 5 августа — Наталья Лапина — советская и российская актриса и эстрадная певица
- 9 августа — Уитни Хьюстон (ум. 2012) — американская певица
- 30 августа — Пол Окенфолд — британский музыкальный продюсер и диджей
- 31 августа — Реб Бич — американский музыкант, гитарист групп Winger и Whitesnake

### Сентябрь
- 4 сентября — Тим Аймар (ум. 2023) — американский певец, вокалист группы Control Denied
- 20 сентября — Андрей Державин — советский и российский певец, музыкант, композитор и аранжировщик
- 23 сентября — Сергей Соколкин (ум. 2021) — советский и российский поэт, прозаик, переводчик и автор песен

### Октябрь
- 13 октября — Донна Уильямс (ум. 2017) — австралийская писательница, композитор, певица и скульптор
- 28 октября 
  - Эрос Рамаццотти — итальянский певец, автор песен и гитарист
  - Вика Цыганова — советская и российская певица, композитор и актриса

### Ноябрь
- 1 ноября — Рик Аллен — британский музыкант, барабанщик группы Def Leppard
- 4 ноября — Лена Заварони (ум. 1999) — британская певица и телеведущая
- 12 ноября — Сэм Ллойд (ум. 2020) — американский актёр и музыкант, участник группы The Blanks
- 14 ноября — Лолита Милявская — советская и российская эстрадная певица, актриса и телеведущая
- 16 ноября — Бернард Райт (ум. 2022) — американский певец и музыкант

### Декабрь
- 5 декабря — Кэрри Хэмилтон (ум. 2002) — американская актриса, драматург и певица
- 14 декабря — Витаутас Юозапайтис — литовский оперный певец (баритон), музыкальный педагог и телеведущий
- 15 декабря — Хелен Слейтер — американская актриса, певица и автор песен
- 26 декабря — Ларс Ульрих — американский музыкант, автор песен и продюсер датского происхождения, барабанщик группы Metallica
- 27 декабря — Сабина Классен — немецкая певица, вокалистка группы Holy Moses
- 31 декабря – Скотт Иэн — американский музыкант, ритм-гитарист и бэк-вокалист групп Anthrax и S.O.D.

### Без точной даты
- Джейн Питерс — австралийская скрипачка

## Скончались

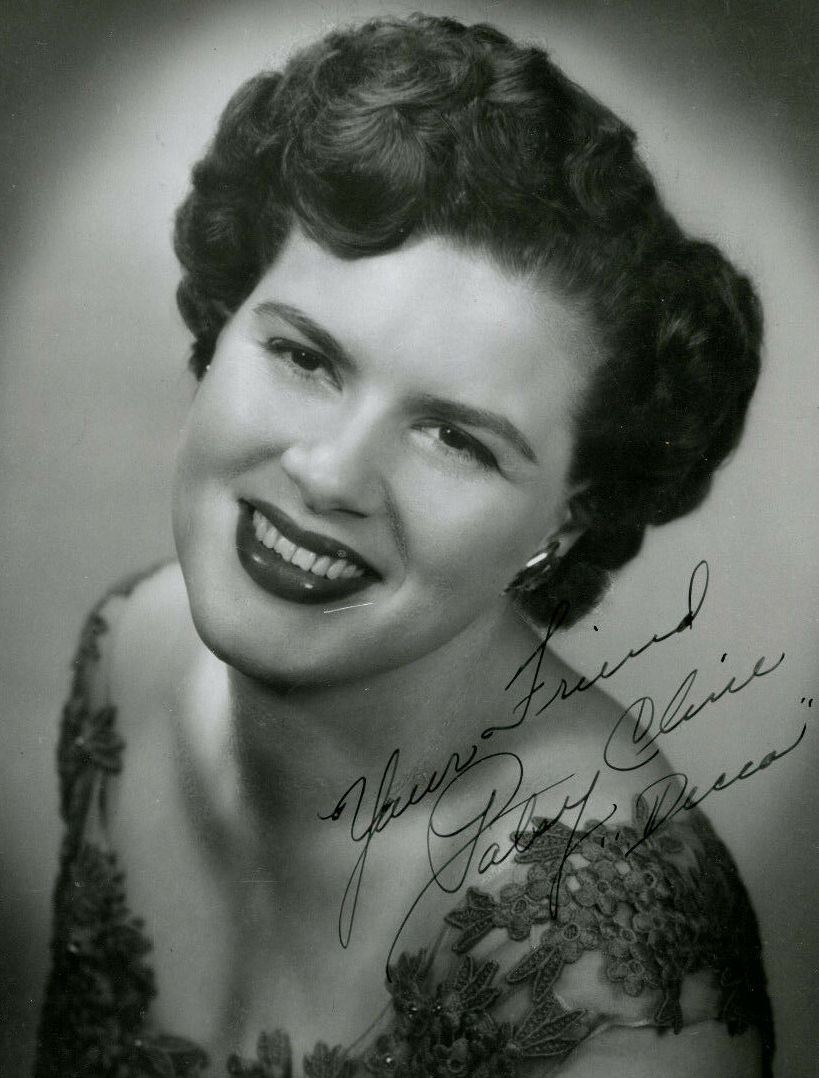
Пэтси Клайн

- 3 января — Оскар Бак (83) — австрийский и нидерландский скрипач
- 24 января — Отто Харбах (89) — американский поэт-песенник и либреттист
- 5 марта — Пэтси Клайн (30) — американская певица
- 9 марта — Ольга Александрова-Гнесина (81) — русская и советская пианистка и музыкальный педагог
- 31 марта — Гарри Экст[англ.] (68) — американский автор песен и пианист
- 24 мая — Элмор Джеймс (45) — американский блюзовый гитарист, певец и автор песен
- 31 мая — Зульфи Адигезалов (64/65) — азербайджанский советский певец-ханенде
- 21 июля — Карл Мария Арц (76) — немецкий дирижёр
- 3 сентября — Юрий Арбатский (52) — американский композитор и музыковед русского происхождения
- 12 сентября — Модест Альтшулер (90) — русский и американский виолончелист и дирижёр
- 8 октября — Арнолд Адриан Баке (64) — нидерландский этномузыковед
- 10 октября — Эдит Пиаф (47) — французская певица
- 11 октября — Жан Кокто (74) — французский писатель, поэт, драматург, художник, сценарист и кинорежиссёр, автор либретто
- 24 октября — Абу Бакр Хайрат (53) — египетский архитектор, композитор, пианист и педагог
- 19 ноября — Кармен Амайя (50) — испанская танцовщица, певица и актриса
- 23 ноября — Леонид Александров (72) — советский валторнист, музыкальный педагог и композитор
- 8 декабря — Луиджи Оресте Анцаги (59) — итальянский аккордеонист, композитор и музыкальный педагог
- 14 декабря — Дина Вашингтон (39) — американская певица и пианистка
- 16 декабря — Аймо Вильхо Андерссон (52) — финский певец
- 25 декабря — Казимерас Викторас Банайтис (67) — литовский композитор, дирижёр и музыкальный педагог